# Ranunculus cheesemannii
Ranunculus cheesemannii är en ranunkelväxtart som beskrevs av Thomas Kirk.
Ranunculus cheesemannii ingår i släktet ranunkler och familjen ranunkelväxter. Inga underarter finns listade i Catalogue of Life.